# Aleksiej Głuszkow
Aleksiej Jurjewicz Głuszkow (ros. Алексей Юрьевич Глушков; ur. 9 marca 1975 w Moskwie) – rosyjski zapaśnik w stylu klasycznym.
Brązowy medalista Igrzysk w Sydney 2000 w wadze 69 kg. Złoty medalista Mistrzostw Świata w 2003, srebrny w 2001. Cztery razy brał udział w Mistrzostwach Europy, zdobył trzy złote medale w 1999, 2000 i 2003 roku.
Piąty w Pucharze Świata w 2003. Najlepszy na Igrzyskach Wojskowych w 1999 roku.
Mistrz Rosji w 2000 i 2005, drugi w 1999, trzeci w 1997, 1998 i 2003 roku.